# Hans Sondaal
Henricus Hermanus Maria (Hans) Sondaal is een voormalig Nederlands diplomaat. 
Sondaal promoveerde in 1986 aan de rijksuniversiteit Leiden op een proefschrift getiteld 'De Nederlandse verdragspraktijk'. Hij kwam in 1968 in dienst van het Ministerie van Buitenlandse Zaken. In 1975 werd hij onderdeel van de delegatie van de Derde Zeerechtconferentie van de Verenigde Naties. Hij heeft in zijn carrière onder andere de functies bekleed van directeur Algemene Zaken van het Ministerie van Buitenlandse Zaken, plaatsvervangend chef de poste in Pretoria (Zuid-Afrika), ambassadeur in Boedapest (Hongarije) en directeur-generaal Regionaal Beleid en ambassadeur in Canberra (Australië). In 2006 is hij met pensioen gegaan. Vervolgens werd hij directeur van het Aboriginal Art Museum in Utrecht. Hij was daarvoor een van de initiatiefnemers voor het realiseren van dit museum. In 2010 schreef hij het voorwoord van 'Contemporary Aboriginal Art: The AAMU and Dutch Collections'. Tevens was hij plaatsvervangend voorzitter van de Adviescommissie voor Vreemdelingenzaken.
Als voorzitter van de Vereniging Dienst Buitenlandse Zaken was Sondaal in 1989 betrokken bij het conflict tussen diplomaten en minister Hans van den Broek over het afbouwen van vergoedingen.